# Jazze Pha
Phalon Anton Alexander, (Memphis, 1974. április 25. –) szakmai nevén Jazze Pha (kiejtve: Dzsezzi Féj), egy amerikai lemezproducer, rapper, énekes és dalszerző. 1995-ben megalapította a Sho'nuff Records kiadót, amelyen keresztül 2003-ban leszerződött Ciara R&B énekesnővel. Ő készítette 2004-es " 1, 2 Step " kislemezét, amely a Billboard Hot 100 második helyére ért el, és ügyvezető producerként szolgált a Goodies (2004) szülőalbumához. A LaFace Records- szal közös vállalkozásban megjelent album kritikai és kereskedelmi sikert aratott, bár röviddel ezután megvált Sho'nufftól.
A hátralévő évtizedben Alexander későbbi produkciói kereskedelmileg sikeresnek bizonyultak. A Billboard Hot 100 legjobb tíz kislemezében szerepel a " Get Up " című számban Ciara és a " So What " a Field Mob-nál, a " Let's Get Down " (Bow Wow), a " Let's Get Away " (T.I.) és a „ Just Fine ”  (Mary J. Blige), valamint a " Lu Areacc " és a Do... Birdman . Alexandert sok produkceri munkája kapcsán is felkapott emberként ismerik, amelyekben gyakran felléphet mint elismert hanglemez-előadó vagy háttérénekes. Ciara mellett a Sho'nuff kiadója aláírta az Ayo &amp; Teo és a Cherish zenei fellépéseket. Felvevőművészként 1990-ben szerződött az Elektra Records- szal, hogy kiadja debütáló albumát 1990-ben.

## A kezdetek
Jazze Pha a Tennessee állambeli Memphisben született és nőtt fel, de főként a Georgia állambeli Atlantában élt. Apja James Alexander, a Bar-Kays basszusgitárosa, amely az 1960-as években a memphisi soul-szcéna befolyásos csoportja volt. Édesanyja, Deniece Williams kiváló énekesnő, aki  az Earth, Wind & Fire-től Barbra Streisandig mindenkivel dolgozott. A Pha nevét a néhai Phalon Jonesról, a Bar-Kays másik tagjáról kapta, aki az 1967. december 10-i repülőgép-balesetben halt meg, amelyben három másik Bar-Kays-tag és Otis Redding is meghalt.

## Karrier
Pha arról ismert hogy a dalok elején beköszönése, mint a "Ladies and gentlemen" (magyarul „Hölgyeim és uraim”) vagy "This is a Jazze Phizzle product-shizzle!" (magyarul „Ez egy Jazze Phizzle termék, haver!” csak szójátékos formában) általában a dalok elején, de esetenként végén jelenik meg ezzel címkézi meg az általa készített dalokat. 1990-ben Pha leszerződött az Elektra Records- hoz.

## Diszkográfia
Stúdió albumok
- Rising To The Top (1990)

### Vendégszereplések
| Cím                            | Év   | Fő előadó                         | Album                                  |
| ------------------------------ | ---- | --------------------------------- | -------------------------------------- |
| "Let a Playa Get His Freak On" | 1997 | LSG                               | Levert.Sweat.Gill                      |
| "It Is What It Is"             | 1998 | Ras Kass                          | Rasassination                          |
| "Thug in Your Life"            | 2000 | Cap.One                           | Through the Eyes of a Ron              |
| "Chooz U"                      | 2001 | T.I.                              | I'm Serious                            |
| "Keep It on the Hush"          | 2001 | Ludacris                          | Word of Mouf                           |
| "Let's Go to the Club"         | 2001 | MC Breed                          | The Fharmacist                         |
| "Jenny"                        | 2002 | Lisa "Left Eye" Lopes             | Supernova                              |
| "Coco"                         | 2002 | Tela                              | Double Dose                            |
| "Gangsta Walk"                 | 2002 | Baby D, Lil' C, Slim J            | Lil' Chopper Toy                       |
| "Awnaw"                        | 2002 | Nappy Roots                       | Watermelon, Chicken &amp; Gritz        |
| "Fair XChange"                 | 2002 | 2Pac                              | Better Dayz                            |
| "U Can Call"                   | 2002 | 2Pac                              | Better Dayz                            |
| "There U Go"                   | 2002 | 2Pac, Big Syke, Outlawz           | Better Dayz                            |
| "I'm Comin'"                   | 2002 | Big Tymers, Mikkey, TQ            | Hood Rich                              |
| "Get High"                     | 2002 | Big Tymers                        | Hood Rich                              |
| "Fly in Any Weather"           | 2002 | Birdman                           | Birdman                                |
| "On the Rocks"                 | 2002 | Birdman, The D Boys               | Birdman                                |
| "Hustlas, Pimps and Thugs"     | 2002 | Birdman, 8Ball, TQ                | Birdman                                |
| "Ice Cold"                     | 2002 | Birdman, TQ                       | Birdman                                |
| "Bowtie"                       | 2003 | OutKast, Sleepy Brown             | Speakerboxxx/The Love Below            |
| "Pretty Pink"                  | 2003 | David Banner, T.I., Marcus        | MTA2: Baptized in Dirty Water          |
| "Down South"                   | 2003 | Big Tymers, Lil' Wayne, Ludacris  | Big Money Heavyweight                  |
| "Ride Tonight"                 | 2003 | Boo &amp; Gotti, Birdman          | Perfect Timing                         |
| "Think..."                     | 2003 | Boo & Gotti                       | Perfect Timing                         |
| "Mind on My Money"             | 2003 | YoungBloodZ                       | Drankin' Patnaz                        |
| "No Average Playa"             | 2003 | YoungBloodZ                       | Drankin' Patnaz                        |
| "Chillin' with My Bitch"       | 2004 | T.I.                              | Urban Legend                           |
| "Lipstick"                     | 2004 | Cassidy                           | Split Personality                      |
| "Still Feels So Good"          | 2004 | Twista                            | Kamikaze                               |
| "Badunkadunk"                  | 2004 | Twista                            | Kamikaze                               |
| "Pretty Toes"                  | 2004 | Nelly, T.I.                       | Suit                                   |
| "Girlfriend"                   | 2004 | Guerilla Black                    | Guerilla City                          |
| "Contract"                     | 2004 | Lil' Jon, Trillville, Pimpin' Ken | Crunk Juice                            |
| "Ménage a Trois"               | 2004 | Trick Daddy, Smoke, Money Mark    | Thug Matrimony: Married to the Streets |
| "4 Eva"                        | 2004 | Trick Daddy                       | Thug Matrimony: Married to the Streets |
| "Goodies (Remix)"              | 2004 | Ciara, T.I.                       | Goodies                                |
| "Everybody Loves a Pimp"       | 2005 | Slim Thug                         | Already Platinum                       |
| "I'm Ballin'"                  | 2005 | Bun B                             | Trill                                  |
| "It's Your B-Day"              | 2005 | Trina                             | Glamorest Life                         |
| "Play Ur Position"             | 2005 | YoungBloodZ, Mr. Mo               | Ev'rybody Know Me                      |
| "Take Your"                    | 2005 | David Banner, Too Short, Bun B    | Certified                              |
| "Thinking of You"              | 2006 | Unk                               | Beat'n Down Yo Block!                  |
| "A Part of Thugs"              | 2006 | Yo Gotti                          | Back 2 da Basics                       |
| "Pimpin' Forever"              | 2006 | Too Short                         | Blow the Whistle                       |
| "Strip Down"                   | 2006 | Too Short                         | Blow the Whistle                       |
| "Nothing Feels Better"         | 2006 | Too Short                         | Blow the Whistle                       |
| "Sophisticated"                | 2006 | Too Short                         | Blow the Whistle                       |
| "Playa"                        | 2006 | Too Short                         | Blow the Whistle                       |
| "16 Hoes"                      | 2006 | Too Short, Bun B                  | Blow the Whistle                       |
| "Tear da Club Up"              | 2006 | LeToya, Bun B                     | LeToya                                 |
| "The Honey"                    | 2006 | Pimp C, Jody Breeze, Tela         | Pimpalation                            |
| "Momma"                        | 2007 | Yung Joc                          | Hustlenomics                           |
| "Chevy Smile"                  | 2007 | Yung Joc, Block, Trick Daddy      | Hustlenomics                           |
| "Say say"                      | 2007 | Twista, CeeLo Green, Big Zak      | Adrenaline Rush 2007                   |
| "Pimpin' Don't Fail Me Now"    | 2007 | 8Ball &amp; MJG, Juvenile         | Ridin High                             |
| "I Know You Want Me"           | 2007 | Young Buck                        | Buck The World                         |
| "The Product"                  | 2013 | August Alsina                     | The Product 2                          |
| "Double Tap"                   | 2016 | Snoop Dogg, E-40                  | Coolaid                                |
| "Savage"                       | 2016 | E-40, B-Legit                     | The D-Boy Diary (Book 1)               |
| "Lose My Number"               | 2017 | Too Short                         | The Pimp Tape                          |
| "Let It All Out"               | 2017 | Bone Thugs                        | New Waves                              |
| "1999 Wildfire"                | 2018 | BROCKHAMPTON                      | The Best Years Of Our Lives            |

## Külső hivatkozások
- Hivatalos weboldal
- Jazze Pha Artist Management Profile
- Jazze Pha az AllMusicon
- Jazze Pha discography at Discogs
- Jazze Pha discography at MusicBrainz